# 前川十之朗
前川 十之朗（まえがわ じゅうじろう、本名：前川 秀樹（まえがわ ひでき）、1965年 - ）は、日本の演出家、ソングライター、編曲家、音楽プロデューサー、劇作家である。福井県福井市出身。みんなのしるし合同会社代表社員。 

## 来歴

### 音楽活動期（1987年 - 2002年頃）
プロフェッショナルとしての活動は1987年に開始。当初はシンガーソングライターとしてデビューを果たした。同年にアナログアルバム『MAMAMIA』を前川秀樹名義でリリースしている。その後、ソングライター、音楽プロデューサー、ディレクター、サウンド・エンジニアとして、レコーディングを中心に幅広く活動した。ポニーキャニオン、インディーズなどのレーベルに所属し楽曲を発表。詳細は後述。 

### 舞台芸術への転向と「未國」設立（2002年）
2002年、パフォーミングアーツカンパニー（またはパフォーマンス団体/グループ）「未國（みくに）」を設立した。これにより、活動の軸足は現代舞踊を含む舞台芸術へと移った。この設立には、新国立劇場バレエ団のダンサーであり振付家の前田新奈やプリンシパルの真忠久美子なども関わっている。 
未國において、前川は演出、音楽、脚本（構成）を担当。「身体・声（発声）・リズム」を組み合わせたユニークな演出方法を開発し、既存のジャンルにとらわれない作品を創造。代表的な作品に、「蛇女」（2006年）や「GENBAKU Onomatopoeia」（2010年）などがある。   

### 国際的な活動（2009年 - 2012年）
2009年にドイツへ渡り、活動の拠点を移した。2010年には、ベルリン市の劇場(Ballhaus Naunynstraße)からフェスティバル招聘、アーティスト・イン・レジデンス助成等を受けている。ベルリンおよびヨーロッパにおいて、演出家として約1年半活動した。この期間中、未國は「GENBAKU Onomatopoeia」 や「BONSAI」 などの作品をドイツで上演している。  ドイツでの舞台活動中に東日本大震災の映像に触れたことが、日本への帰国を決意するきっかけとなった。 

### 東日本大震災後の活動（2012年以降）
2012年3月に帰国し三陸沿岸地域へ向かい、岩手県大船渡市に定住する。  2012年から2014年にかけて東京大学空間情報科学研究センターの協力研究員、2012年に防災科学技術研究所の委託取材員（専門員）を務めた。  これらの役職において、三陸沿岸の被災者約70名に対して広範な聞き取り調査（取材）を実施、オーラル・ヒストリーを収集し、被災者の証言を収集するための独自のアクセスと体系的な枠組みを授受した。このリサーチ活動が、代表作となるミュージカル「いのちてんでんこ」の直接的なインスピレーションとなった。 
この経験に基づき、防災やアートを通じて地域社会に貢献することを目指し、2012年10月10日に岩手県大船渡市に「みんなのしるし合同会社」を設立した。同社は、コンテンツ制作、アーティスト派遣、イベントプロデュース、アップサイクル／リサイクル、国際文化交流、地域文化発信など、多岐にわたる事業を展開している。   

## 舞台作品
- スターシャイン (1988年 パルコPART3) - 出演（前川秀樹 名義）
- 蛇女 (2006年、未國) - 演出・音楽・脚本（構成）
- 幻夜の戀 (2007年、未國) - 演出・音楽・脚本（構成）芸術文化振興基金助成事業
- Genbaku Onomatopoeia (2010年、未國) - 演出・音楽・脚本（構成）
- いのちてんでんこ (ミュージカル、2013年初演) - 作・演出・音楽  共催：文化庁
- シシ (ミュージカル、2020年) - 作曲・演出   共催：文化庁
- いのちのかたりつぎ(オムニバス演劇作品、2021年) - 構成・演出・プロデューサー 　共催：文化庁
- 髪長姫(民俗芸能作品 2021年) -構成・演出・プロデューサー　共催：国際交流基金,東京2020オリンピアード共催プログラム

## 音楽作品
- MAMAMIA（1987年）名義：前川秀樹　担当：セルフプロデュース
- 少年ゲリラ（1995年）担当：セルフプロデュース
- B.B.Q.ROCK　越前屋ひできと少年ゲリラ　担当：セルフプロデュース　レーベル: ポニーキャニオン
- IKURA&FUNKEE STYLE（2005年）　担当：サウンドプロデュース&ミキシング
- LOVER'S DAY - 20th Anniversary Special Arrange Version（2008年）　氷室京介　担当：録音エンジニア

## 受賞歴
- 防災ラジオドラマコンテスト（主催：防災科学技術研究所）『カーナビゲーションシステム』最優秀賞　審査委員長：大森一樹
- "いのちてんでんこ TheMOVIE"

### みんなのしるし制作作品
- Oniros Film Awards® - New York 2022年4月度 Winner
- 第27回 The Indie Gathering International Film Festival  2022年Winner
- SoCal Film AWARDSシーズン15 ダイヤモンドアワード 2022年Winner